# Harold Ainsworth Peto

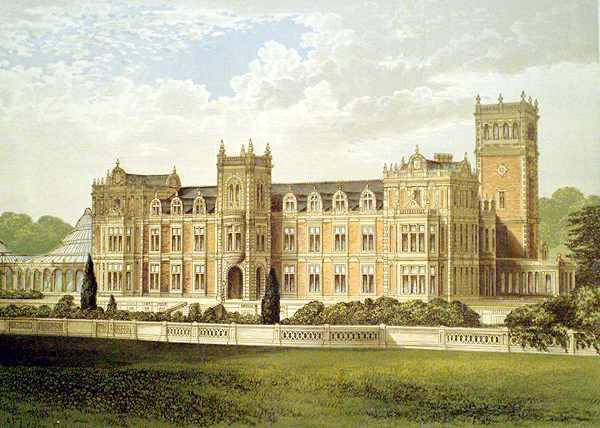
Somerleyton Hall, der Familiensitz 1880, aus Morriss, Seats of Noblemen and Gentlemen

Harold Ainsworth Peto (* 11. Juli 1854 in 12 Palace Gardens in Westminster, London; † 16. April 1933 auf Iford Manor, Wiltshire) war ein englischer Architekt und Gartengestalter.

## Leben

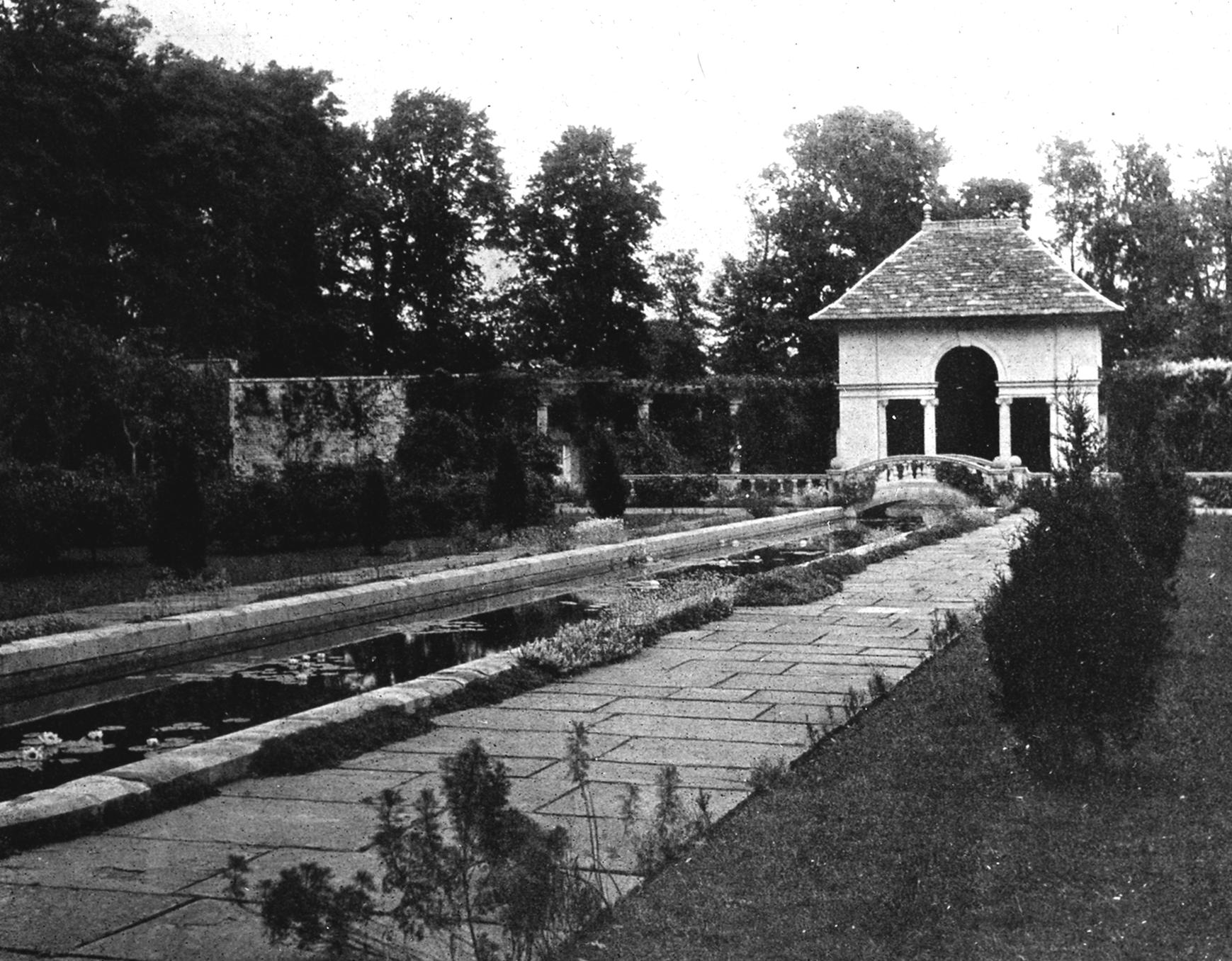
Hartham Park, Wiltshire, das neue Wasserbecken, historische Aufnahme von 1903

Sein Vater war der Gutsherr, Abgeordnete und Spekulant Sir Samuel Morton Peto (1809–1889) aus Somerleyton Hall in Lowestoft, Suffolk, der 1866 durch Spekulationen im Eisenbahnbau bankrottging, seine Mutter Sarah Ainsworth (1821–1892), die zweite Frau seines Vaters, war die Tochter eines Textilfabrikanten. Peto war das sechste von zehn Kindern, der fünfte Sohn. Peto verbrachte seine Jugend in Somerleyton Hall, dem Landgut seines Vaters mit großen, typisch viktorianischen Gartenanlagen und einem großen Wintergarten, bis es 1863 an Sir Francis Crossley verkauft werden musste. Nach dem Bankrott des Vaters lebte die Familie vom Vermögen der Mutter, Peto wuchs also in sehr wohlhabenden Verhältnissen auf. Von 1869 bis 1871 besuchte Peto die private Harrow School. Danach machte er bei J. Clements in Lowestoft eine Lehre als Baumeister. 1874 trat er in das Londoner Architekturbüro Karslake and Mortimer ein. 1871–1892 war er Partner von Ernest George. Zu ihren Schülern gehörten Guy Dauber, Herbert Baker und Edwin Lutyens. Petos gesellschaftliche Verbindungen zogen zahlreiche Kunden an. Nach Auflösung der Partnerschaft 1892 zog er nach Kent, 1896 in die Nähe von Salisbury in Wiltshire. Er reiste nach Kontinentaleuropa, die Vereinigten Staaten (1887) Ägypten (1892–93), Sizilien (1895), und 1898 in den fernen Osten. Danach beschloss er, keine Übersee-Reisen mehr zu unternehmen.
Nach der Auflösung der Partnerschaft mit George durfte er 15 Jahre nicht mehr in Großbritannien praktizieren und arbeitete daher oft für englische Emigranten und Sommergäste an der französischen Riviera.

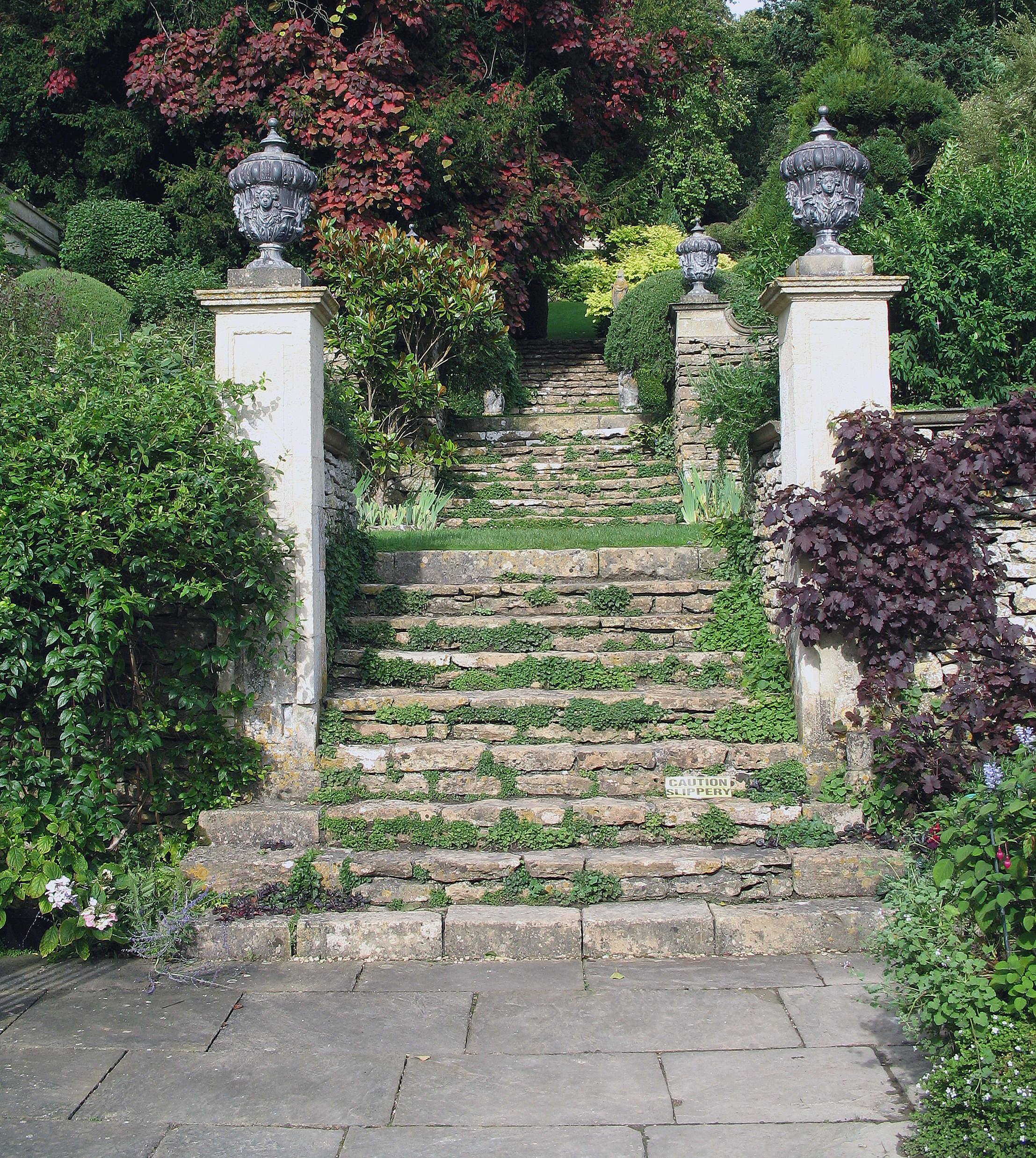
Iford Manor, Treppe der großen Terrasse

1899 besichtigte er mit seinem Freund Avray Tipping Iford Manor, ein elisabethanisches Herrenhaus mit georgianischer Fassade von 1725 in der Nähe von Bradford-on-Avon. Er kaufte es und gestaltete dessen Garten in italienischem Stil. Es gab jedoch auch einen kleinen japanischen Garten. Der Garten ist mit zahlreichen Architekturbruchstücken, Statuen, Sarkophagen und Renaissance-Gartenornamenten verziert, die er in Italien zusammengekauft hatte. Er sollte hier bis zu seinem Tode wohnen.
Nach 1918 gestaltete Peto keine Gärten mehr. Er starb unverheiratet und wurde in Chedington in Dorset begraben.

## Werk

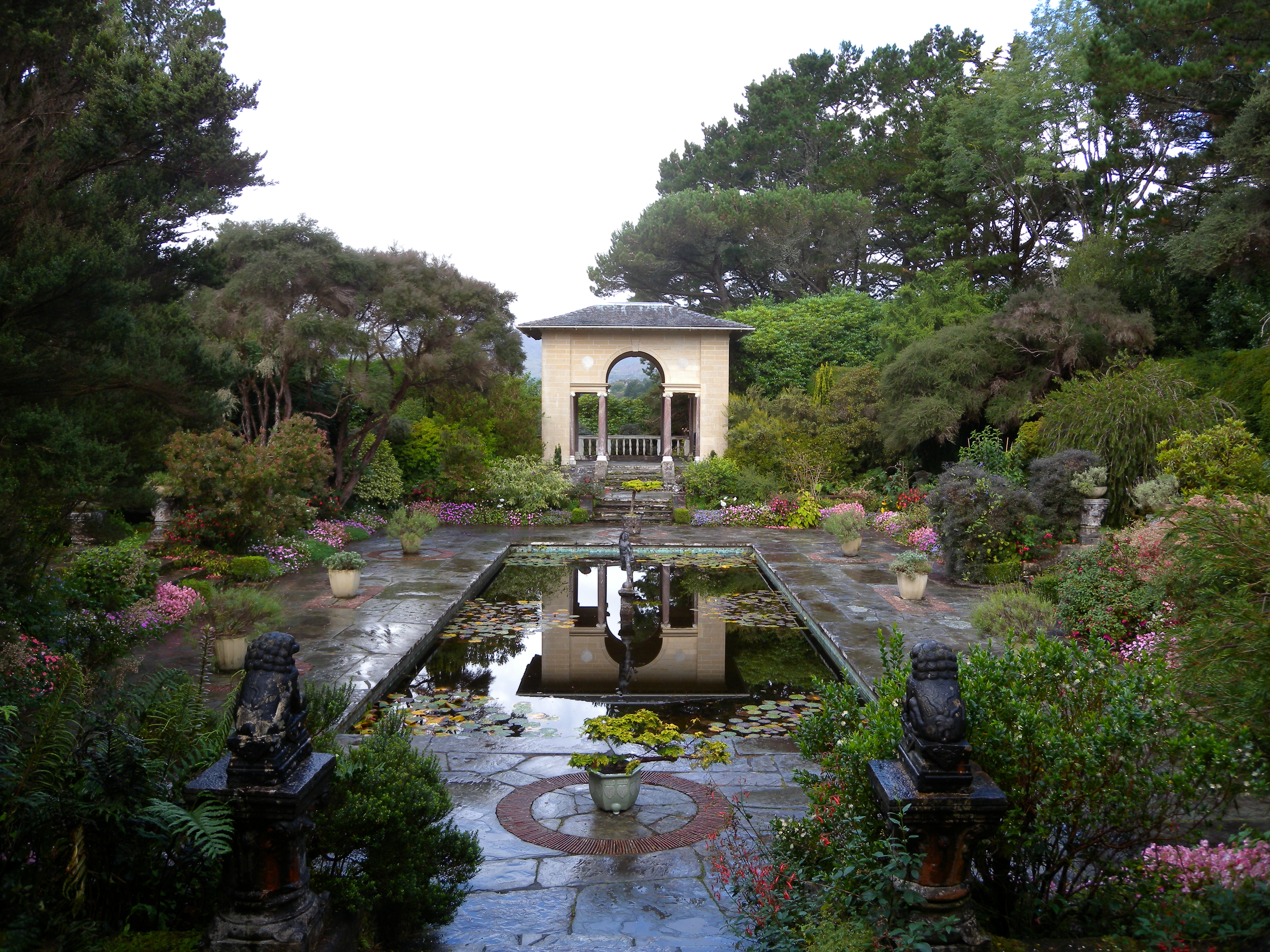
Italienischer Garten auf Garinish, Irland

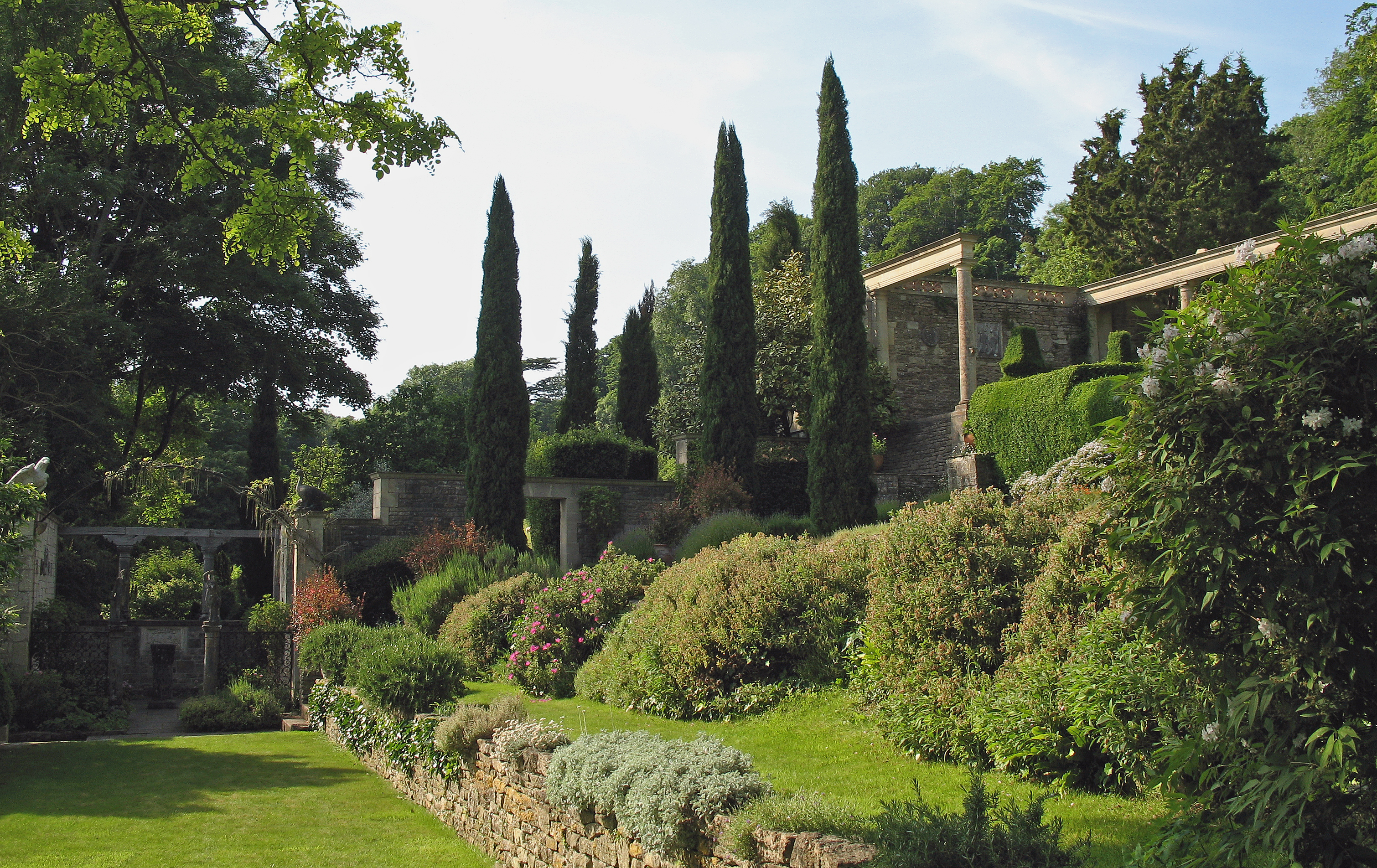
Iford Manor

- Bridge House, Weybridge, Surrey, Ende der 1890er Jahre, Eigentümer Henry Seymour Trower (1843–1912)
- Buscott Park, Faringdon, Oxon, Herrenhaus aus dem 18. Jahrhundert, 1904 erweitert, besonders der Wassergarten
- Easton Lodge, Essex, 1902–1903, Gräfin Warwick
- Hartham Park bei Chippenham, Wiltshire, 1903, Eigentümer John Dickson-Poynder MP
- Iford Manor, Frome-Tal, Wiltshire,[7] heute denkmalgeschützt
- Ilnacullin, Garinish, Irland
- Isola Bella, Californie bei Cannes, Eigentümer van André, 1909. Nur Garten
- Villa Maryland, Alpes-Maritimes, Frankreich, 1904, Eigentümer Arthur Wilson, im Stil der Renaissance und formaler Garten
- Villa Rosemary, französische Riviera, 1908, Eigentümer Arthur Cohen, 1 ha, im Stil der italienischen Renaissance
- Villa Sylvia, Cap St. Jean Ferrat, 1902, Eigentümer Ralph Curtis. Sie gilt als der "englischste" von Petos Gärten[8]
- Wayford Manor, Somerset, Herrenhaus aus dem 13. Jahrhundert

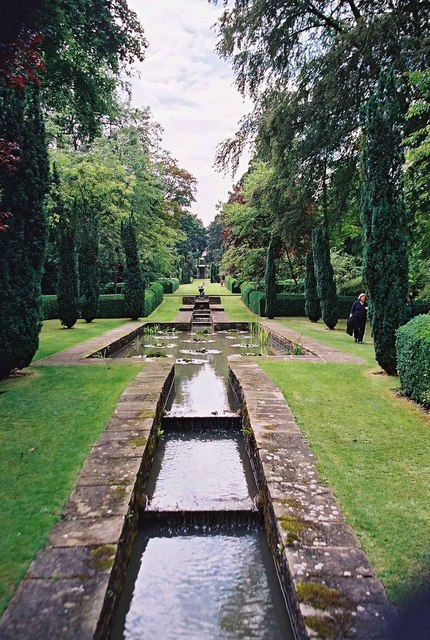
Gartenteich in Buscott Park

- West Dean, Sussex: Pergola

## Stil
Peto war sowohl dem Neo-Klassizismus (Neo-Italienische Schule) als auch dem Arts and Crafts Movement, der englischen Variante des Jugendstils verbunden. Er glaubte, dass Haus und Garten auf die umgebende Landschaft abgestimmt und zueinander passen sollten. So setzte er bevorzugt lokalen Stein ein, wenn er nicht auf Marmor zurückgriff. Hicks beschreibt seinen Stil als "Renaissance revival", also Renaissance-Renaissance.
Er entwarf gewöhnlich nicht nur das Gebäude, sondern auch Möbel und die Bepflanzung der Beete. Er bewunderte unter anderem die Villa Hadriana in Tivoli und errichtete zahlreiche Gebäude und Gärten im Stil der italienischen Renaissance. Seine Gärten enthielten oft Freitreppen, Loggien und Kolonnaden im italienischen Stil. In der Gestaltung der Villa Rosemary ahmte er Elemente aus dem Generalife nach. Pflanzen setzte er vor allem als Ornament ein. er sah sie als ein untergeordnetes Element wie das, seiner Meinung nach, auch in der Renaissance der Fall gewesen sei. Er glaubte, dass alte Gebäude und Ruinen eine Verbindung zur Vergangenheit schafften, die allein durch Pflanzen nicht zu erreichen war. In der Villa Maryland gestaltete er zwar einen "Römischen Garten", dieser war aber nicht der Versuch, einen antiken Garten nachzuempfinden, sondern lediglich ein Pastiche mit einem Gartenhaus in Form eines Tempelchens mit ionischen Säulen und Porträtköpfen in antikisierendem Stil, die auf Säulen aufgestellt waren. Gärten sollten eine ausgeglichene Mischung aus steinernen Architekturelementen und Pflanzen darstellen.
In der Isola Bella setzte Peto ein Gartenhaus und eine breite Freitreppe ein, um Haus und Garten zu verbinden, in Buscot Park eine Folge formaler Teiche. Ein Seerosenteich ist auch in Iford ein wichtiges Gestaltungselement.

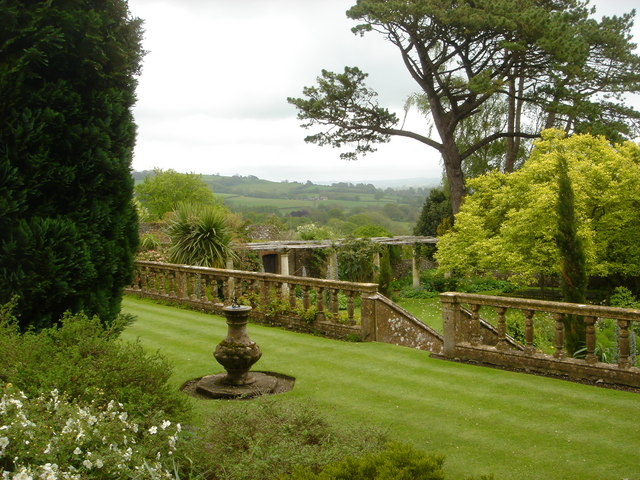
Wayford Manor, Terrasse

Die meisten Gärten Petos sind in italienischem oder generell "mediterranen" Stil gehalten, der italienische, spanische und englische Elemente kombinierte bzw. dem englischen Geschmack anpasste. Peto war jedoch auch sehr von japanischen Gärten beeindruckt – er hatte das Land 1898 besucht. Der Garten von Bridge House enthielt ein japanisches Teehaus.
Petos Einfluss war in Frankreich stärker als in England, wo er sehr schnell in Vergessenheit geriet und erst allmählich wiederentdeckt wird.

## Publikationen
- mit Robin Whalley und Richard Shirley Smith: The boke of Iford. Libanus, Marlborough 1993, ISBN 0-948021-30-6.